# Shamsa Al Maktoum
Pour les articles homonymes, voir Al Maktoum (homonymie).
Shamsa Al Maktoum ou Shamsa bint Mohammed ben Rachid Al Maktoum (arabe : شيخة شمسة بنت محمد بن راشد آل مكتوم) est une princesse émiratie née le 15 août 1981,, membre de la famille Al Maktoum de Dubaï. Elle est une des vingt-trois enfants de l’émir de Dubaï (et Premier ministre des Émirats arabes unis) Mohammed ben Rachid Al Maktoum. Elle est enlevée en 2000 à l'instigation de son père, et serait, comme sa sœur Latifa, retenue contre son gré à Dubaï.

## Biographie
Fille de Mohammed Al Maktoum et d’une de ses six épouses, l’Algérienne Houria Ahmed Lamara, Shamsa est la sœur cadette de Maitha (en), championne d’arts martiaux née en 1980, et l’aînée de la princesse Latifa, née en 1985, et de cheikh Majid, né en 1987.

## Séquestration
Pendant l’été 2000, elle tente au cours d’un séjour en Angleterre de fuir les Émirats. Elle s'échappe en Range Rover de la vaste propriété familiale du Surrey. Après avoir été interceptée à Cambridge par les hommes de main de son père,, elle est reconduite à Dubaï. Les autorités britanniques affirment par la suite que son père a tenté d’intervenir dans l’enquête de police qui s’ensuivit. Elle n'est plus apparue en public depuis mai 2019. En mars 2000 la justice britannique conclut que  Mohammed ben Rachid Al Maktoum est bien l'organisateur et l'instigateur de son enlèvement. 
Selon sa sœur Latifa — qui semble elle même retenue contre son gré à Dubaï —, elle est enfermée, « entourée d’infirmières et doit prendre des médicaments qui contrôlent sa pensée ».
À l’occasion de l'évasion de sa belle-mère Haya bint al-Hussein vers le Royaume-Uni en 2019, Fatima Essabri, une cousine de Shamsa du côté maternel vivant à Londres, divulgue un courrier que lui aurait adressé Shamsa en septembre 1999, dans lequel la princesse faisait état de son désir de fuite.